# Valdemar Borovskij
Valdemar Borovskij (ur. 2 maja 1984 w Wilnie) – litewski piłkarz. Występuje na pozycji obrońcy. W reprezentacji Litwy zadebiutował w 2011 roku.